# Telephlebia tillyardi
Telephlebia tillyardi är en trollsländeart som beskrevs av Campion in Tillyard 1916. Telephlebia tillyardi ingår i släktet Telephlebia och familjen mosaiktrollsländor. Inga underarter finns listade i Catalogue of Life.